# TV 구마모토

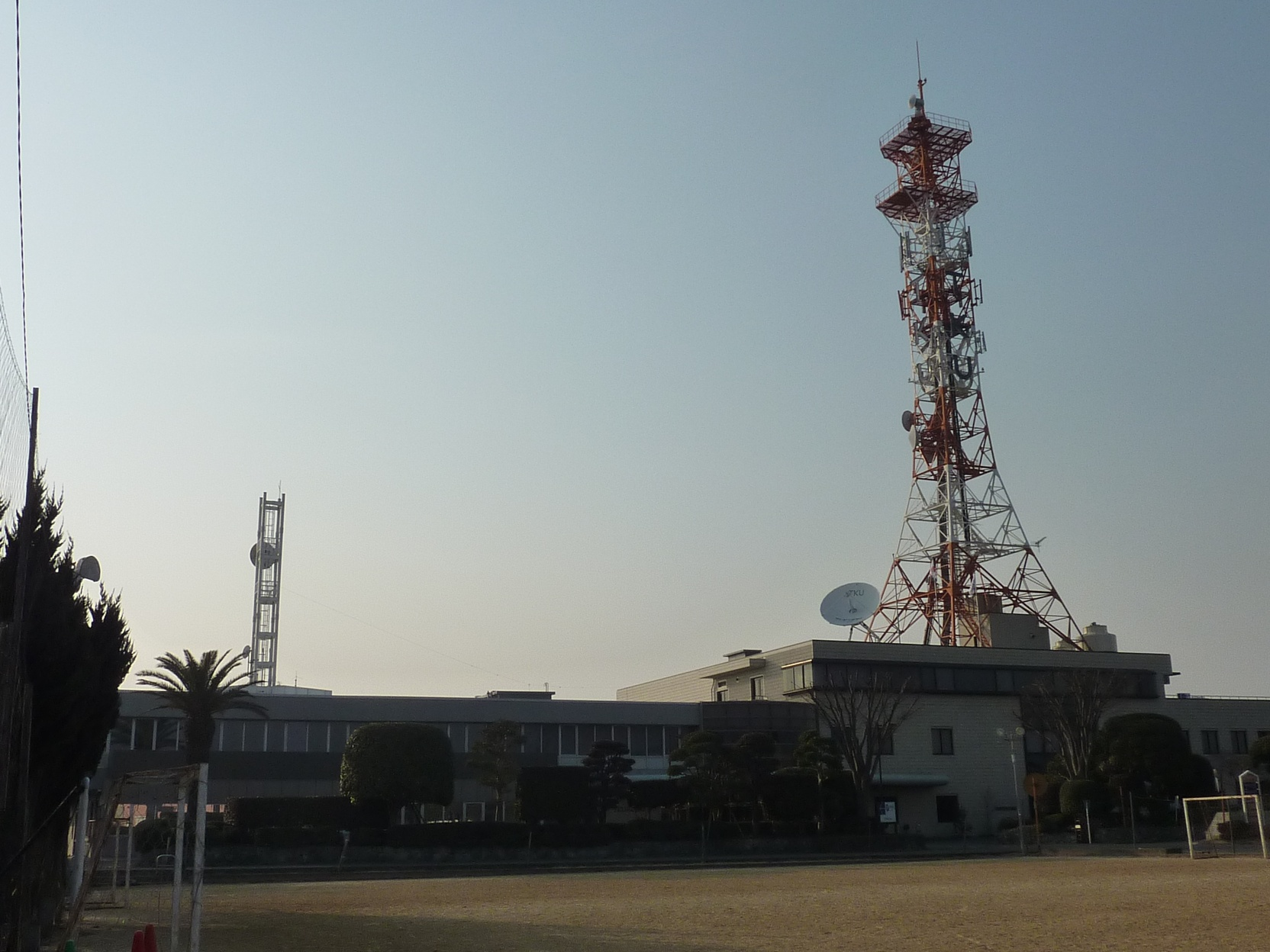
TV 구마모토

TV 구마모토는 1969년 4월 1일 구마모토현의 2번째 민영방송국으로 개국했다.
약칭은 TKU, 콜사인은 JOZH-DTV이다.

## 연혁
- 1968년 10월 - 회사설립
- 1969년 4월 1일 - 개국
- 2006년 12월 1일 - 지상파 디지털 텔레비전 방송 개시
- 2011년 7월 24일 - 지상파 아날로그 텔레비전 방송 종료

## 네트워크의 변천
- 1969년 4월 1일 - 니혼TV·후지 TV·NET-TV 트리플 크로스 넷 방송국으로서 개국.뉴스 네트워크 NNN·FNN에 가맹.
- 1969년 10월 1일 - FNS에도 가맹.
- 1970년 1월 1일 - ANN에도 가맹.
- 1975년 3월 31일 - 준 중심방송국 네트워크 교체에 의해 준 중심방송국이 요미우리 TV 방송·간사이 TV 방송·마이니치 방송에서 요미우리TV·간사이TV·아사히 방송으로 변경되면서 마이니치방송·아사히 방송 제작 프로그램을 구마모토 방송과 교환.
- 1982년 4월 1일 - 구마모토현민 TV 개국에 의해 NNN을 탈퇴하면서 니혼TV계열 프로그램이 중단되었으며,밤 시간대 뉴스는 FNN 뉴스를 방송하게 된다.
- 1989년 10월 1일 - 구마모토 아사히 방송 개국에 의해 ANN을 탈퇴하면서, TV아사히 계열 제작 프로그램이 중단되면서 완전한 후지 텔레비전 가맹국이 된다.

## 특징
- 개국 당시부터 1991년까지 본사가 호타쿠군 호쿠부마치에 있었기 때문에 민영방송국에서는 드문 「군에 본사가 있는 방송국」이었지만 이 마을이 1991년 구마모토시에 합병되었기 때문에 현재는 구마모토 현내 모든 민영 방송국 본사가 구마모토시에 있다.
- 1993년부터 구마모토현의 위인에 관한 다큐멘터리 드라마를 문화의 날을 전후로해서 방송하고 있다.
- 구마모토 현의 민영방송국 중 TV도쿄 프로그램을 가장 많이 방송하고 있으며 이때문에 후지TV 심야 프로그램을 방송하지 않을때가 많다.

## 구마모토현에 있는 다른 텔레비전·라디오 방송국
- NHK 구마모토 방송국
- 구마모토 방송(RKK)(TV는 도쿄 방송 계열국, 라디오는 JRN&NRN계열국)
- 구마모토현민 TV(KKT)(니혼 TV계열)
- 구마모토 아사히 방송(KAB)(TV 아사히계열)
- FM구마모토(JFN 계열)